# 9216 Masuzawa
9216 Masuzawa eller 1995 VS är en asteroid i huvudbältet som upptäcktes den 1 november 1995 av den japanska astronomen Satoru Otomo i Kiyosato. Den är uppkallad efter Hitoshi Masuzawa.
Asteroiden har en diameter på ungefär 4 kilometer.